# Мендосіно (округ, Каліфорнія)
Шаблон:StateAbbr_ 39°26′ пн. ш. 123°26′ зх. д. / 39.43° пн. ш. 123.43° зх. д.
Округ Мендосіно (англ. Mendocino County) — округ (графство) в штаті Каліфорнія, США. Ідентифікатор округу 06045.

## Історія
Округ утворений 1850 року.

## Демографія
За даними перепису
2000 року
загальне населення округу становило 86265 осіб, зокрема міського населення було 46249, а сільського — 40016.
Серед мешканців округу чоловіків було 42900, а жінок — 43365. В окрузі було 33266 домогосподарств, 21864 родин, які мешкали в 36937 будинках.
Середній розмір родини становив 3,04.
Віковий розподіл населення поданий у таблиці:
| Стать    | До 15 років | 15-21 | 22-29 | 30-39 | 40-49 | 50-65 | 65-85 | Понад 85 |
| -------- | ----------- | ----- | ----- | ----- | ----- | ----- | ----- | -------- |
| Чоловіки | 9142        | 4476  | 3911  | 5432  | 6868  | 7959  | 4610  | 502      |
| Жінки    | 8695        | 4000  | 3502  | 5314  | 7119  | 8138  | 5616  | 981      |

## Суміжні округи
- Гумбольдт — північ
- Триніті — північ
- Техама — північний схід
- Гленн — схід
- Лейк — схід
- Сонома — південь

## Виноски
1. ↑  U.S. Decennial Census. United States Census Bureau. Архів оригіналу за 4 квітня 2018. Процитовано 28 вересня 2015.
2. ↑  Historical Census Browser. University of Virginia Library. Архів оригіналу за 1 вересня 2019. Процитовано 28 вересня 2015.
3. ↑  Forstall, Richard L., ред. (27 березня 1995). Population of Counties by Decennial Census: 1900 to 1990. United States Census Bureau. Архів оригіналу за 24 вересня 2015. Процитовано 28 вересня 2015.
4. ↑  Census 2000 PHC-T-4. Ranking Tables for Counties: 1990 and 2000 (PDF). United States Census Bureau. 2 квітня 2001. Архів оригіналу (PDF) за 6 вересня 2019. Процитовано 28 вересня 2015.
5. ↑  State & County QuickFacts. Бюро перепису населення США. Архів оригіналу за 19 лютого 2016. Процитовано 4 квітня 2016.(англ.) Наведено за англійською вікіпедією.
6. ↑  American FactFinder. Бюро перепису населення США. Архів оригіналу за 26 лютого 2012. Процитовано 31 січня 2008.

| США | Це незавершена стаття з географії США. Ви можете допомогти проєкту, виправивши або дописавши її. |